# ناثان إف. ديكسون الثاني
ناثان إف. ديكسون الثاني هو محامي وسياسي أمريكي، ولد في 1 مايو 1812 في ويسترلي في الولايات المتحدة، وتوفي بنفس المكان في 11 أبريل 1881. نشط حزبياً في الحزب الجمهوري. وقد انتخب عضو مجلس النواب الأمريكي ‏.